# Жан I де Фуа
Жан I, граф Фуа (фр. Jean I de Foix), также известен как Жан де Фуа-Грайли (1382 — 4 мая 1436) — граф Фуа и виконт Беарна с 1428 года, сын Аршамбо де Грайи и Изабеллы де Фуа. В 1412—1428 годах был соправителем матери.

## Биография
Согласно договору, заключенному в Тарбе 10 мая 1399 года, родители Жана получили графство Фуа на условии отказа от союза с англичанами. Жан и его брат Гастон отправились к французскому королевскому двору в качестве заложников.
В 1406 году Карл VI Французский признал Жана наследником графства Фуа. Он участвовал в нескольких военных операциях, в том числе в осаде Бордо в 1404—1405 годах. В 1409 году Жан сопровождал арагонского короля Мартина в Сардинской экспедиции против генуэзцев.
В 1402 году Жан женился на Хуане, старшей дочери наваррского короля Карла III. Она была признана наследницей наваррского трона, но умерла в 1413 году. Детей в этом браке не было.
В 1412 году, после смерти отца, Жан стал графом Фуа, но до 1428 года правил совместно с матерью.
Во время Столетней войны Жан де Фуа поддерживал то англичан, то французов, в зависимости от личной выгоды.
В 1415 году по соглашению с графом Арманьяка Бернаром VII Жан стал графом Бигорры. Этот титул был признан за ним французским королём в 1425 году. С 1416 года — губернатор Дофине, в 1425 году назначен губернатором Лангедока и получил виконтство Лотрек. Также он купил виконтство Вильмур.
Путём женитьбы на Хуане Урхельской, внучке арагонского короля Педро IV, вернул дому Фуа утраченные его дядей Матье владения Розан и Марторелл.
Жан де Фуа умер 4 мая 1436 года. Ему наследовал сын — Гастон IV.

## Семья
Первый раз Жан де Фуа женился в 1402 году — на Хуане, наследнице Наварры. Детей не было.
В 1422 году Жан женился на Жанне д’Альбре, дочери Шарля д’Альбре. У них было двое детей:
- Гастон IV (27 ноября 1422 — 25/28 июля 1472) — граф Фуа.
- Пьер (ум.1454) — виконт де Лотрек.

После смерти второй жены Жан де Фуа в 1436 году женился в третий раз — на Хуане, дочери Хайме II Урхельского и Изабеллы Арагонской. Детей у них не было.
У Жана де Фуа было четверо внебрачных детей от неизвестных любовниц:
- Изабелла (ум. 1486), с 1443 жена Бернара, барона де Кауна
- Бернар, сеньор де Жердерест
- Жан, барон де Миоссен, сенешаль Беарна
- Пьер, аббат монастыря Сен-Круа в Бордо.